# Crypsicometa homaema
Crypsicometa homaema är en fjärilsart som beskrevs av Louis Beethoven Prout 1926. Crypsicometa homaema ingår i släktet Crypsicometa och familjen mätare. Inga underarter finns listade i Catalogue of Life.